# Laugafell (berg)
Laugafell är ett berg i republiken Island. Det ligger i regionen Norðurland eystra, 190 km nordost om huvudstaden Reykjavík. Toppen på Laugafell är 879 meter över havet, eller 148 meter över den omgivande terrängen. Bredden vid basen är 5,3 km.
Trakten runt Laugafell är nära nog obefolkad, med mindre än två invånare per kvadratkilometer. Det finns inga samhällen i närheten. Trakten runt Laugafell består i huvudsak av gräsmarker.